# Bindingsenergi
Bindingsenergi er den energi der skal til for at bryde en kemisk eller kernefysisk binding. Bindingsenergien ækvivalerer den energi som frisættes når bindingen dannes.
Kemiske bindingenergier er typisk en faktor 105 mindre end kernefysiske bindingsenergier.

## Kemisk bindingsenergi
I molekylerne er atomerne bundet sammen af elektriske kræfter, som virker mellem de negative elektroner og de positive atomkerner.

## Kernefysisk bindingsenergi
I atomkernerne er nukleonerne bundet sammen af den stærke kernekraft, som virker mellem kvarker. Bindingsenergien af en kerne er per definition lig den energi som skal til for at splitte kernen ad i sine bestanddele, svarende til den energi som frisættes når man sammenføjer nukleonerne til den pågældende kerne. Energiudviklingen skyldes at kernen vejer mindre end summen af sine bestanddele. Massedefekten ({\displaystyle m_{\mathrm {defekt} }}) for kernen {\displaystyle {}_{Z}\mathrm {X} _{N}} er givet ved
{\displaystyle m_{\mathrm {defekt} }=Z\cdot m_{\mathrm {proton} }+N\cdot m_{\mathrm {neutron} }-m_{\mathrm {kerne} }},
og som følge af Einsteins masse-energi-ækvivalensprincip kan man beregne bindingsenergien ({\displaystyle E_{\mathrm {bind} }}) ved brug af formlen
{\displaystyle E_{\mathrm {bind} }=m_{\mathrm {defekt} }\cdot c^{2}}